# Франц, Роберт
Роберт Франц (нем. Robert Franz, настоящее имя Роберт Франц Юлиус Кнаут, нем. Robert Franz Julius Knauth; 28 июня 1815 года, Галле — 24 октября 1892 года, там же) — немецкий композитор, дирижёр и органист.

## Биография
В детские годы пел в школьном хоре, но не получил возможности учиться музыке из-за противодействия родителей и лишь в 1835—1837 гг. получил возможность отправиться для изучения композиции в Дессау к Фридриху Шнайдеру. Вернувшись в родной город, частным образом изучал творчество Баха и Генделя. В 1841 году получил должность органиста в церкви Святого Ульриха в Галле, в 1842—1867 гг. был дирижёром Певческой академии Галле, которая с 1907 года носит его имя. В 1843 году была издана первая тетрадь романсов Франца, оценённая Шуманом и Листом. С 1859 года был музикдиректором Университета Галле, в 1861 году получил в нём звание почётного доктора философии. В 1868 году оставил все посты из-за поразившей его глухоты. В том же году ему была назначена пенсия за большие заслуги в пропаганде произведений Баха. В 1872 году при содействии нескольких лиц, в том числе Листа и Иоахима, было организовано концертное турне, все сборы с которого (30000 таллеров) были переданы Францу.

## Творчество
Существенную часть сочинений Франца составляют песни (около 350) на слова Г. Гейне, Н. Ленау, Й. Эйхендорф, Э Мёрике, В. Остервальда. Франц — один из лучших мастеров немецкой лирической песни середины XIX века, его называли «Шубертом полифонии». Его песни роднят к вокальным сочинениям Шумана импровизационность, своеобразие гармонического языка, интимность. но, в отличие от песен Шумана, в песнях Франца ограничен чувственный диапазон. По словам самого композитора, его песни «…должны нести покой и умиротворение». Франц оказал влияние на песенное творчество Брамса и Вольфа.
Лучшие песни — «Колыбельная», «Лотос», «О взгляни, я на лугу», им присущи изысканность и поэтичность. В творчестве Франц сочетал романтические традиции Шумана с музыкой Баха. Среди его других произведений — около 30 произведений для хора, в том числе Литургия для смешанного хора и Кyriе для 4-голосного хора a cappella и солистов, и «117-й псалм» («Хвалите господа, все народы») для хора a cappella. Обрабатывая и модернизируя партитуры Баха (в том числе — «Страсти по Матфею», «Магнификат») и Генделя (например, «Мессия»), Франц стремился сделать их более доступными для исполнения обычными вокально-инструментальными составами. Некоторые критики считали, что Франц искажает подлинник сочинений, перерабатывая их.

## Литературные сочинения
- «Mittheilungen über J. S. Bach’s „Magnificat“», (Лпц., 1863, 1889)
- «Offener Brief an Ed. Hanslick. Ueber Bearbeitungen älterer Tonwerke» (Лпц., 1871)
- «Gespräche aus zehn Jähren, hrsg. von W. Waldmann» (Лпц., 1895
- «Drei Briefe an Dr. Erich Pneger von diesem hrsg., Sonderabdruck an der Festschrift zum 10-jährigen Bestehen der Literaturarchiv-Gesellschaft» (Б., 1901)
- «R. Franz und A. Freiherr Senfft von Pilsach» (1861—1888)
- «Gesammelte Schriften über die Wiederbelebung Bachscher und Händelscher Werke», hrsg. von R. Bethge (Лпц., 1910)